# Friedrich Achleitner

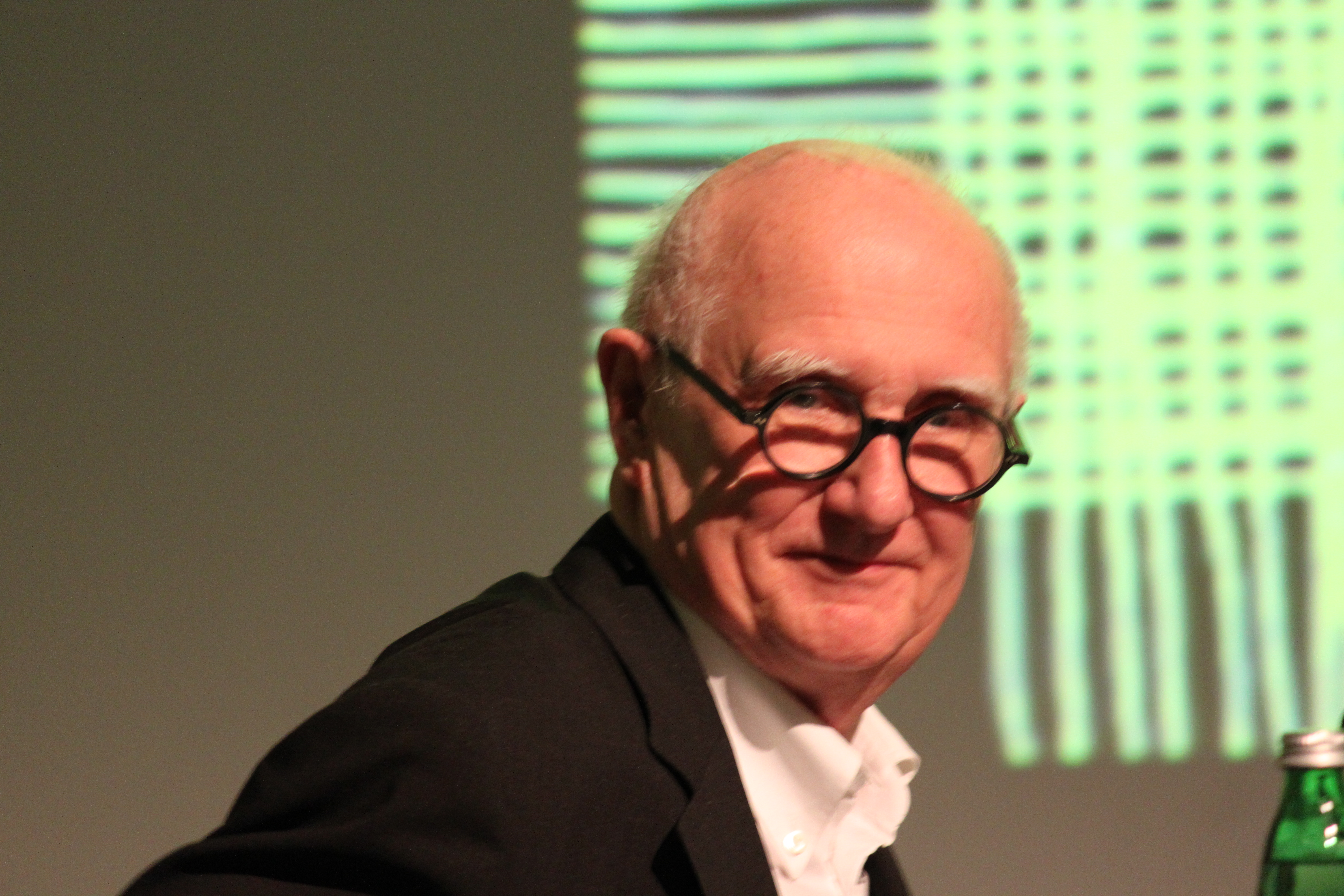
Friedrich Achleitner (2010)

Friedrich Achleitner (* 23. Mai 1930 in Schalchen, Oberösterreich; † 27. März 2019 in Wien; der Name wird auf der zweiten Silbe betont) war ein österreichischer Architekt, Architekturkritiker und Schriftsteller. Als Literat war er ein Hauptvertreter des modernen Dialektgedichts und der Konkreten Poesie, als Essayist ein bedeutender Kritiker und Chronist der modernen Architektur.

## Leben und Werk

### Jugend

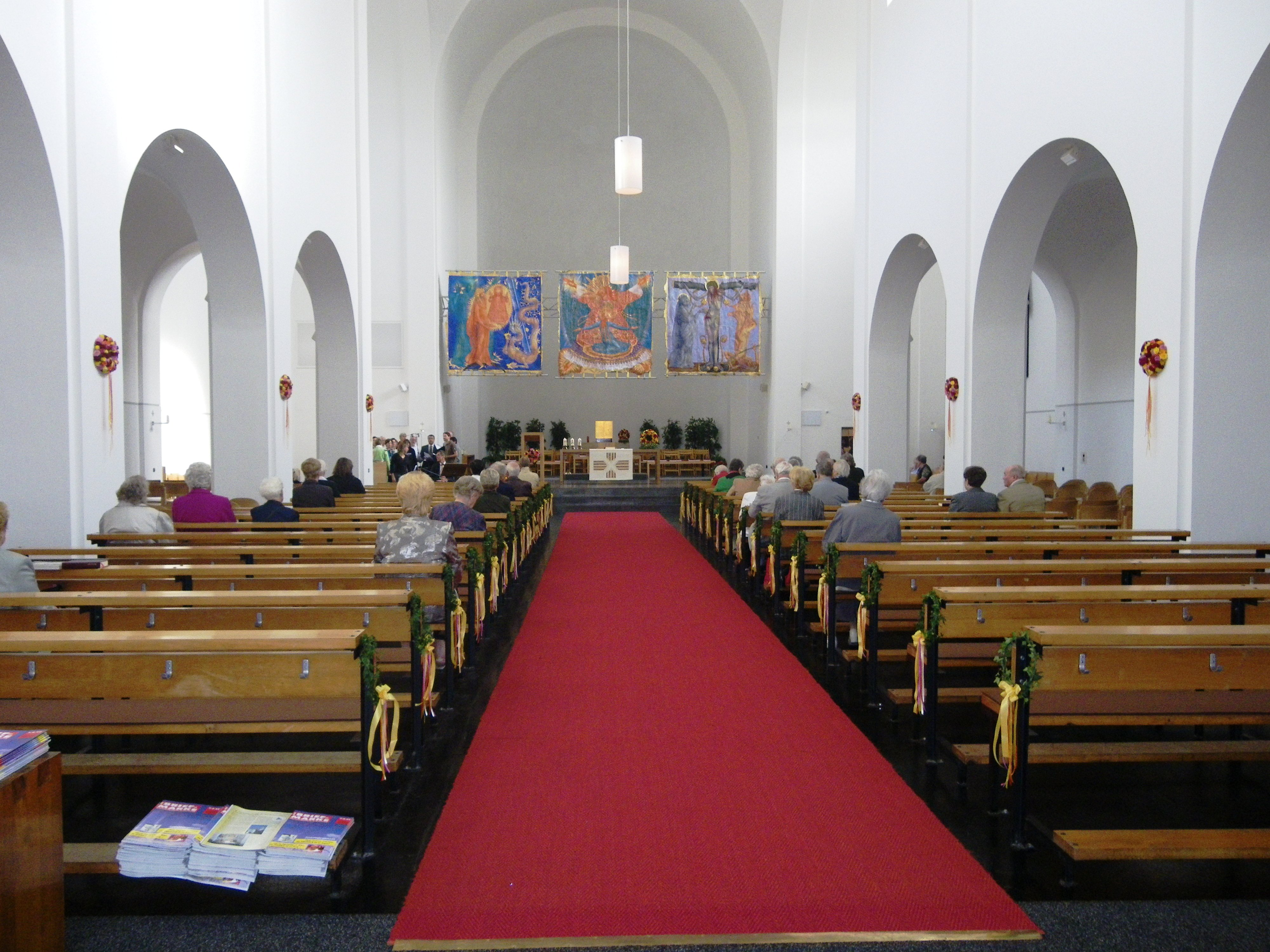
Innenraum der 1956 bis 1958 von Achleitner und Gsteu umgestalteten Pfarrkirche Hetzendorf (Rosenkranzkirche) (2009) mit den 1960 angebrachten Altarbildern von Ernst Fuchs

Friedrich Achleitner war der Sohn eines Landwirts und Müllers, der sich zum Mühlenbautechniker weiterbildete. Die Familie erlebte die Zerstörungen des Zweiten Weltkriegs am eigenen Leib: Kurz vor Ende der Kampfhandlungen wurde das elterliche Wohnhaus stark beschädigt und unbewohnbar.

### Studium, Architekt
Nach der Matura ging Achleitner nach Wien und studierte dort von 1950 bis 1953 Architektur an der Akademie der bildenden Künste. 1953 machte er bei Clemens Holzmeister sein Diplom.
Anschließend arbeitete er als freischaffender Architekt in einer Arbeitsgemeinschaft mit Johann Georg Gsteu, die 1956 bis 1958 für die damals umstrittene Umgestaltung des Innenraums der Pfarrkirche Hetzendorf („purifizierende Neuinterpretation“ der neoromanischen Architektur) verantwortlich war.
Nebenberuflich studierte Achleitner in der Meisterschule von Emil Pirchan Bühnenbild.

### Schriftsteller und Kritiker
1958 hörte Achleitner mit der praktischen Architektur auf und wurde freier Schriftsteller. Er wird zur Wiener Gruppe gezählt, die vor allem moderne Dialektgedichte verfasste. Innerhalb dieser Gruppe lenkte Achleitner sein Interesse vor allem auf phonetische Schreibweisen. 1959 erschien als Gemeinschaftsarbeit Achleitners mit H. C. Artmann und Gerhard Rühm das Buch hosn rosn baa, acht Jahre später der Sammelband die wiener gruppe.
Ab 1961 wandte sich Friedrich Achleitner neuerlich der Architektur zu, als Kritiker für die Abendzeitung (Kolumne Bausünden) und von 1962 bis 1972 für Die Presse. In seinen Beiträgen kritisierte er vehement die Zerstörung alter Bausubstanz und innerstädtische Bebauungsverdichtung durch Hochhäuser (etwa das Gartenbauhochhaus oder das Hotel Intercontinental Wien). Von 1963 bis 1983 lehrte Achleitner an der Akademie der bildenden Künste Geschichte der Baukonstruktion.
Neben Dialektgedichten arbeitete Achleitner, angeregt von Eugen Gomringer, an Konkreter Poesie und Montagetexten. Mit dem quadratroman (1973) systematisierte Achleitner seine bis dahin unternommenen typographischen Studien, indem er den Helden seines Romans, das titelgebende Quadrat, insgesamt 174-mal (inklusive Einband und Impressum) mit Über-, Unter-, Ein-, Aus- und Beschreibungen versah.
1983 wurde Achleitner Vorstand der Lehrkanzel für Geschichte und Theorie der Architektur an der Universität für angewandte Kunst in Wien. Seit seiner Emeritierung 1998 hat Achleitner wieder belletristische Werke veröffentlicht.

### Architekturchronist
Von 1965 bis 2010 arbeitete Friedrich Achleitner an seinem Hauptwerk, Österreichische Architektur im 20. Jahrhundert, einem Führer in vier Bänden,  von denen drei (Band III in drei Teilen) bis 2010 erschienen sind. (Band IV, Niederösterreich, müsse nun von Jüngeren erstellt werden, sagte Achleitner.)
Für diese weltweit einzigartige Arbeit hat Achleitner jahrzehntelang Material gesammelt und ausgewertet, hat jedes im Führer erwähnte Bauwerk besichtigt und hat Österreich somit architektonisch durchmessen. Der Kritiker Stephan Reimertz sprach von einem

„Ergebnis konsequenter Primärforschung, beruhend auf der Auswertung sämtlicher vorhandener archivalischer Quellen, der persönlichen authentischen Besichtigung aller Bauten und deren sprachlich architekturkritischer Bewertung.“

1981 promovierte Achleitner mit dem seit 1980 veröffentlichten Werk an der Technischen Universität Graz zum Dr. techn. (Doktor der Technik).
Er war Mitglied des Vereins Landluft – Verein zur Förderung der Baukultur in ländlichen Räumen.

### Tod

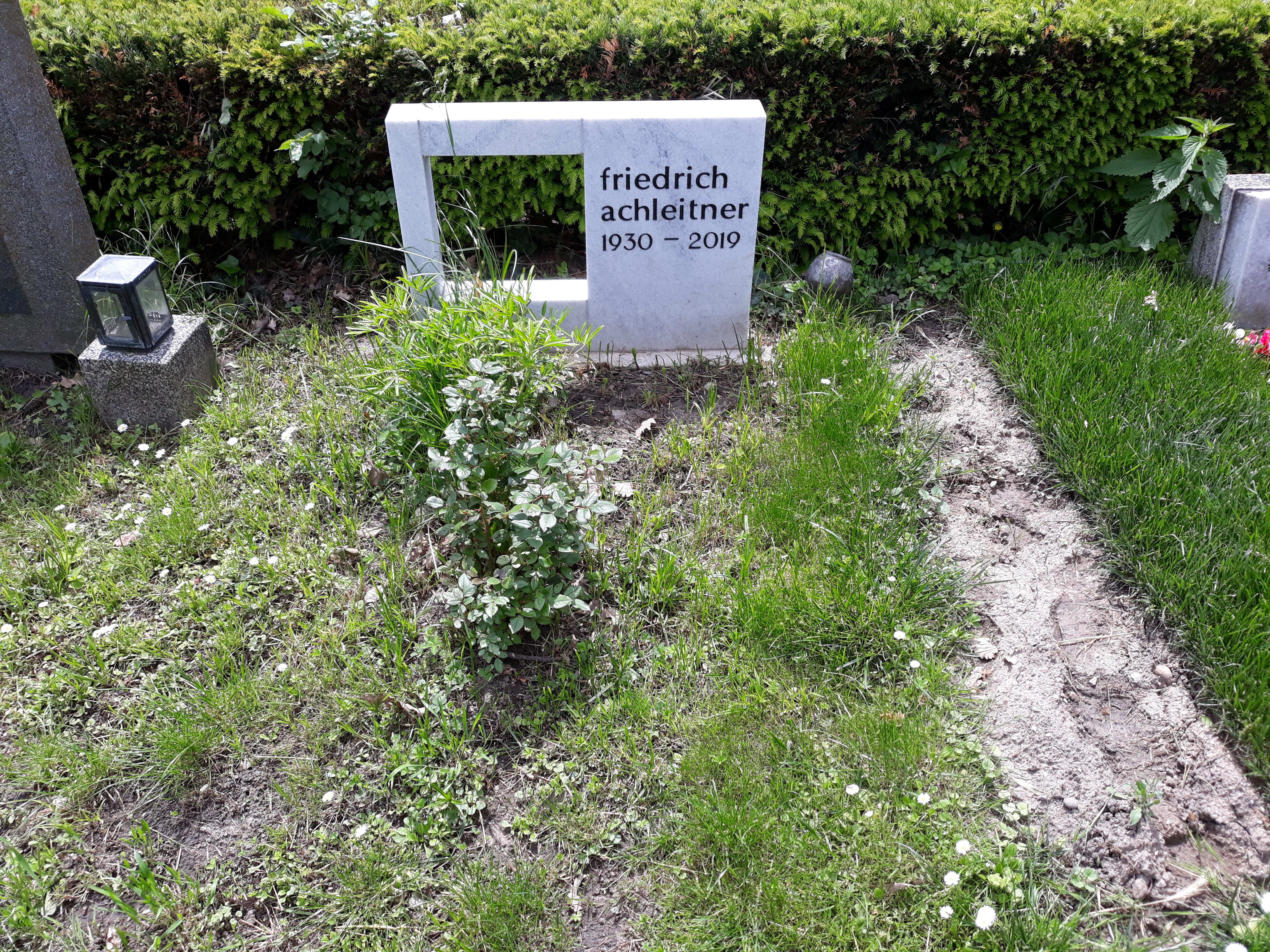
Das Grab von Friedrich Achleitner im Urnenhain an der Feuerhalle Simmering in Wien

Friedrich Achleitner starb am 27. März 2019 in Wien. Die Trauerfeier fand am 11. April 2019 in der Feuerhalle Simmering statt. Seine Asche wurde am 30. April 2019 auf dem Friedhof der Feuerhalle Simmering in einer ehrenhalber gewidmeten Grabstelle bestattet (Abteilung 1, Ring 1, Gruppe 2, Nummer 22).

### Archiv und Nachlass
Das dem architektonischen Werk Achleitners zugrunde liegende Archiv wurde 2000 anlässlich Achleitners 70. Geburtstag von der Stadt Wien angekauft und dem Architekturzentrum Wien zur Gründung einer Datenbank zur österreichischen Architektur übergeben. Der Bestand des Archivs umfasst u. a. 22.340 Karteikarten, 66.500 Fotonegative, 37.800 Diapositive, 13.800 Fotoabzüge, 570 Plandarstellungen, 250 Begehungspläne und 1030 Bücher, Broschüren, Kataloge und Zeitschriften.
Achleitners literarischer Nachlass befindet sich seit 2023 im Literaturarchiv der Österreichischen Nationalbibliothek.

## Zitat
„Gustav Mahler hat so schön gesagt: ‚Nicht die Asche, sondern das Feuer soll weitergetragen werden. Regionale Architektur gibt es immer, sie soll nur nicht regionalistisch werden. Also keine formalen Einkleidungen, Trachten, sondern eine Architektur, die sich aus den kulturellen, personellen und ökonomischen Ressourcen eines Landes entwickelt. Maßstab sind natürlich die großen internationalen Strömungen. Das war immer so, von der Gotik über die Renaissance bis zum Historismus und zur Moderne.“

## Privates
Achleitner war in erster Ehe mit der Fotokünstlerin Karin Mack verheiratet und hatte mit ihr zwei Kinder.
Von 1972 bis zu seinem Tod war er mit Barbara Achleitner verheiratet, dieser Ehe entstammt eine Tochter.

## Ehrungen und Auszeichnungen
- 1957: Theodor-Körner-Preis
- 1983: Camillo-Sitte-Preis für Städtebau
- 1984: Österreichischer Staatspreis für Kulturpublizistik
- 1990: Preis der Stadt Wien für Publizistik
- 1995: Kulturpreis des Landes Oberösterreich für Architektur
- 1995: Ehrenmedaille der Bundeshauptstadt Wien in Gold
- 1999: Preis des Architekturmuseums Basel
- 2002: Goldenes Ehrenzeichen für Verdienste um das Land Wien
- 2004: Mauriz-Balzarek-Preis
- 2006: Montfortorden in Gold
- 2007: Preis der Stadt Wien für Literatur
- 2007: Ehrenring der Universität für angewandte Kunst Wien
- 2008: Erich-Schelling-Architekturpreis
- 2008: Heinrich-Gleißner-Preis
- 2011: Paul-Watzlawick-Ehrenring[12]

## Werke

### Sachliteratur
- Österreichische Architektur im 20. Jahrhundert. Ein Führer in drei [ab Band III/1: vier] Bänden. Hrsg. v. Museum moderner Kunst Wien bzw. Architekturzentrum Wien (Band III/3). Residenz, Salzburg.
  - Band I: Oberösterreich, Salzburg, Tirol, Vorarlberg. 1980, ISBN 3-7017-0248-9.
  - Band II: Kärnten, Steiermark, Burgenland. 1983, ISBN 3-7017-0322-1.
  - Band III/1: Wien, 1.–12. Bezirk. 1990, ISBN 3-7017-0635-2.
  - Band III/2: Wien, 13.–18. Bezirk. 1995, ISBN 3-7017-0704-9.
  - Band III/3: Wien, 19.–23. Bezirk. 2010, ISBN 978-3-7017-3209-8.
  - Den geplanten Band IV über Niederösterreich konnte Friedrich Achleitner aus Altersgründen nicht mehr publizieren.
- Friedrich Achleitners Blick auf Österreichs Architektur nach 1945. Linzer Vorlesungen. Herausgegeben von der Kunstuniversität Linz mit Roland Gnaiger. Mit Beiträgen von Reinhard Kannonier: Der Achleitner., Roland Gnaiger: Verdichtung entdichtet. und Dietmar Steiner: Nachwort. Birkhäuser Verlag, Basel 2015, ISBN 978-3-0356-0280-7.

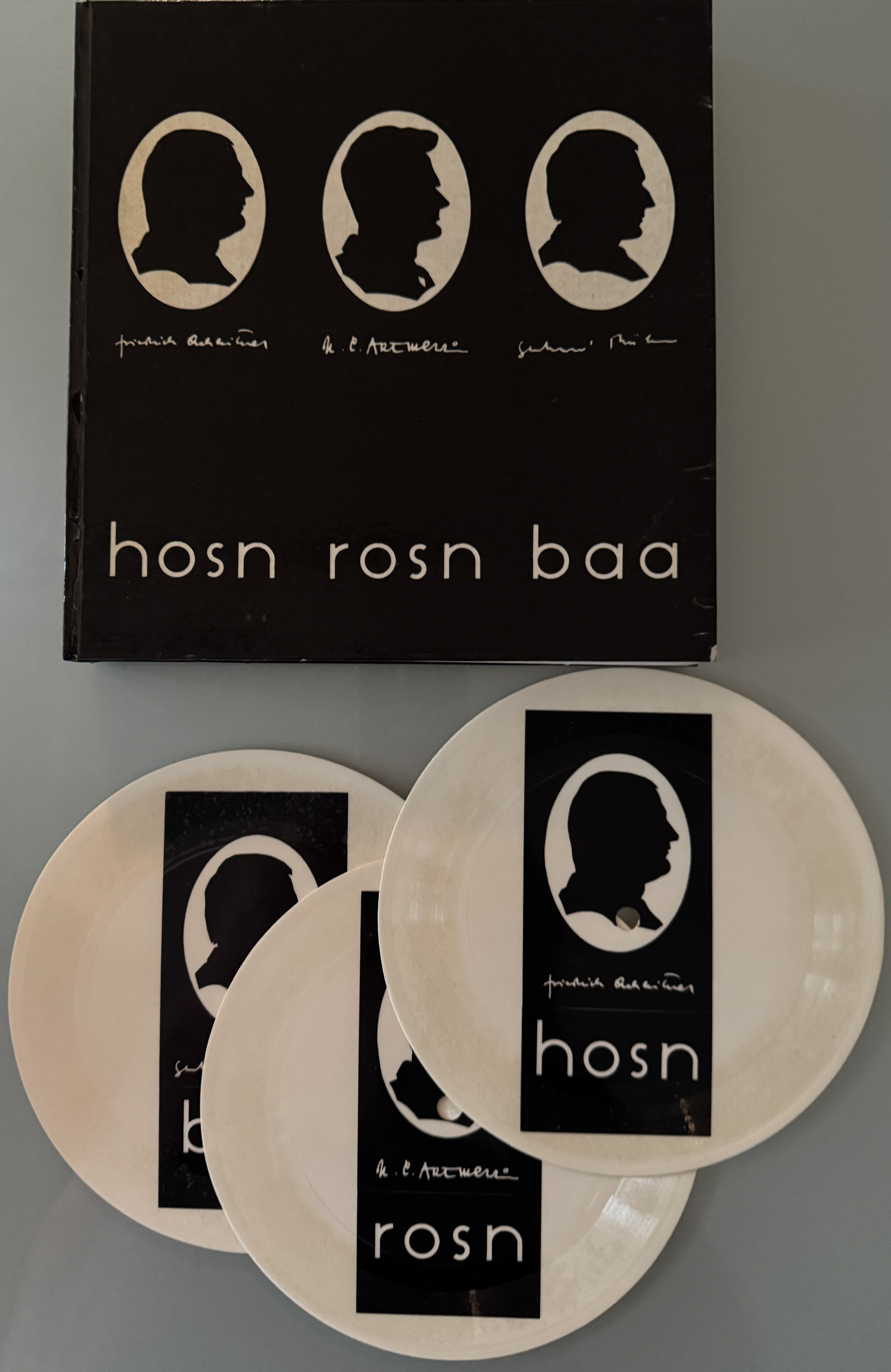
hosn rosn baa – Wien, Verlag Frick 1959 – mit den drei inliegenden Schallplatten von Friedrich Achleitner, H. C. Artmann und Gerhard Rühm, die erste Manifestation der Wiener Gruppe außerhalb ihres Zirkels.

### Belletristik
- hosn rosn baa. Ein kleiner Teil der Auflage beinhaltete drei flexible Schallplatten von Friedrich Achleitner, H. C. Artmann und Gerhard Rühm. Frick, Wien 1959.
- schwer schwarz. Gomringer, Frauenfeld 1960.
- prosa, konstellationen, montagen, dialektgedichte, studien. Gesammelte Texte. Rowohlt, Reinbek 1970.
- quadrat-roman u. andere quadrat-sachen; 1 neuer bildungsroman, 1 neuer entwicklungsroman etc. etc. etc. Luchterhand, Darmstadt/Neuwied 1973 (Neuausgabe Zsolnay, Wien 2007).
- mit Gerhard Rühm: Super-Rekord 50 + 50. Edition Neue Texte, Linz 1990.
- kaaas. Dialektgedichte. Residenz, Salzburg/Wien 1991.
- einschlafgeschichten. Zsolnay, Wien 2003.
- wiener linien. Zsolnay, Wien 2004.
- und oder oder und. Zsolnay, Wien 2006.[13]
- der springende punkt. Zsolnay, Wien 2009, ISBN 978-3-552-05471-4.
- iwahaubbd. dialektgedichte. Zsolnay, Wien 2011, ISBN 978-3-552-05546-9.
- Den Toten eine Blume. Die Denkmäler von Bogdan Bogdanovic. Zsolnay, Wien 2013, ISBN 978-3-552-05647-3.
- wortgesindel. Zsolnay, Wien 2015, ISBN 978-3-552-05712-8.
- einschlafgeschichten. Zsolnay, Wien 2015, ISBN 978-3-552-05776-0.

### Essayistik
- mit Ottokar Uhl: Lois Welzenbacher 1889–1955. Residenz, Salzburg 1968.
- Die Ware Landschaft. Eine kritische Analyse des Landschaftsbegriffs. Herausgegeben von Friedrich Achleitner. Residenz, Salzburg 1977.
- mit Jochen Jung: Glückliches Österreich. Literarische Besichtigung eines Vaterlands. Residenz, Salzburg/Wien 1978.
- Österreichische Architektur im 20. Jahrhundert. Ein Führer in vier Bänden. Residenz, Salzburg/Wien 1980–1990.
- Nieder mit Fischer von Erlach. Residenz, Salzburg 1986 (gesammelte Kritiken).
- Aufforderung zum Vertrauen. Aufsätze zur Architektur. Residenz, Salzburg/Wien 1987.
- Die rückwärtsgewandte Utopie. Motor des Fortschritts in der Wiener Architektur. Picus, Wien 1994.
- Wiener Architektur. Zwischen typologischem Fatalismus und semantischem Schlamassel. Böhlau, Wien / Köln / Weimar 1996.
- Die Plotteggs kommen. Ein Bericht. Sonderzahl, Wien 1996.
- Region, ein Konstrukt? Regionalismus, eine Pleite? Birkhäuser, Basel / Boston / Berlin 1997.
- wie entwirft man einen architekten? Porträts von Aalto bis Zumthor. Park Books, Zürich 2015.
- Friedrich Achleitners Blick auf Österreichs Architektur nach 1945. Birkhäuser, Basel 2015.

## Filmografie
- Heinz Karbus. Ein Leben für die Architektur. Dokumentation von David Pasek mit Friedrich Achleitner, 2007.[14]

### Nachrufe
- Jan Koneffke: Eigensinnig, bodenständig, skeptisch – der Schriftsteller und Architekturkritiker Friedrich Achleitner ist gestorben. In: Neue Zürcher Zeitung. 27. März 2019.
- Ronald Pohl: Architekturkritiker und Sprachkünstler Friedrich Achleitner gestorben (27. März 2019), auf derstandard.de
- Wolfgang Kralicek: Friedrich Achleitner tot (27. März 2019), auf sueddeutsche.de
- Herbert Ohrlinger im Gespräch mit Tanya Lieske: Zum Tod des Lyrikers und Architekturkritikers Friedrich Achleitner. Ein Meister der Konkretheit (27. März 2019), auf deutschlandfunk.de (Audio, 8:02 min)
- gh: Poesie der Systematik. Zum Tod von Friedrich Achleitner (28. März 2019), auf baunetz.de

- Joachim Riedl: Friedrich Achleitner 1930–2019 (8. April 2029), auf zeit.de
- Zum Tod von Friedrich Achleitner, auf schelling-architekturpreis.org